# Yernes y Tameza
Yernes y Tameza è un comune spagnolo di 218 abitanti situato nella comunità autonoma delle Asturie. Situata nella zona centro-orientale della provincia, confina a occidente, nord e nord-est con Grado, a sud-est con Proaza e a sud con Teverga.